# Dancing in My Head
A Dancing in My Head Eric Turner amerikai énekes dala, melyben közreműködik Avicii svéd DJ (Tom Hangs néven). A szám társszerzője és társproducere Eshraque "iSHi" Mughal volt. Avicii kétféle remixváltozatot készített a dalhoz: az "Avicii's Been Cursed" Mixet (a klub mix változat) és a Tom Hangs Remixet (a rádiós változat). Mindkét remix külön digitálisan megvásárolható volt. A dal videóklipjét a Tom Hangs remix verzióhoz készítették, dalszöveges videó pedig mindkét remixhez készült. Az összes klip Eric Turner YouTube-fiókján jelent meg, később pedig egy színfalak mögötti videót is bemutattak a dal klipjéhez. A Dancing in My Head legjobb helyezése a 188. volt az Egyesült Királyságban.

## A kislemez dalai és formátumai
| 1. | Dancing In My Head (Tom Hangs Remix) (Eric Turner vs. Avicii)          | Turner Mughal Bergling | Tim Bergling     | 3:17 |
| 2. | Dancing In My Head (Avicii's Been Cursed Mix) (Eric Turner vs. Avicii) | Turner Mughal Bergling | Tim Bergling     | 5:32 |
| 3. | Dancing In My Head (Main)                                              | Turner Mughal          |                  | 3:52 |
| 4. | Dancing In My Head (Instrumental)                                      |                        |                  | 3:50 |
| 5. | Still Dancing In My Head (Charlie Bernardo Radio Edit)                 | Turner Mughal Bernardo | Charlie Bernardo | 3:21 |
| 6. | Still Dancing In My Head (Charlie Bernardo Remix)                      | Turner Mughal Bernardo | Charlie Bernardo | 4:16 |

| 1. | Dancing In My Head (Tom Hangs Remix) (Eric Turner vs. Avicii)          | Turner Mughal Bergling | Tim Bergling     | 3:17 |
| 2. | Dancing In My Head (Avicii's Been Cursed Mix) (Eric Turner vs. Avicii) | Turner Mughal Bergling | Tim Bergling     | 5:32 |
| 3. | Dancing In My Head                                                     | Turner Mughal          |                  | 3:52 |
| 4. | Still Dancing In My Head (Charlie Bernardo Remix)                      | Turner Mughal Bernardo | Charlie Bernardo | 4:16 |
| 5. | Dancing In My Head (Michael Woods Club Mix)                            | Turner Mughal Woods    | Michael Woods    | 6:16 |

| 1. | Dancing In My Head (Avicii's Been Cursed Mix) (Eric Turner vs. Avicii) | Turner Mughal Bergling | Tim Bergling     | 5:35 |
| 2. | Still Dancing In My Head (Charlie Bernardo Remix)                      | Turner Mughal Bernardo | Charlie Bernardo | 4:18 |
| 3. | Still Dancing In My Head (Charlie Bernardo Radio Edit)                 | Turner Mughal Bernardo | Charlie Bernardo | 3:23 |
| 4. | Dancing In My Head (Michael Woods Club Mix)                            | Turner Mughal Woods    | Michael Woods    | 6:19 |
| 5. | Dancing In My Head (Michael Woods Radio Mix)                           | Turner Mughal Woods    | Michael Woods    | 4:02 |
| 6. | Dancing In My Head (Original Version)                                  | Turner Mughal          |                  | 3:52 |

## Slágerlistás helyezések
| Lista (2012)             | Legjobb helyezés |
| ------------------------ | ---------------- |
| Egyesült Királyság (OCC) | 188              |
| Hollandia (Tipparade)    | 14               |

## Fordítás
- Ez a szócikk részben vagy egészben  a   Dancing in My Head című angol Wikipédia-szócikk fordításán alapul.  Az eredeti cikk szerkesztőit annak laptörténete sorolja fel. Ez a jelzés csupán a megfogalmazás eredetét és a szerzői jogokat jelzi, nem szolgál a cikkben szereplő információk forrásmegjelöléseként.